# Моя любимая (фильм, 2006)
«Моя любимая» (хинди जान-ए मन, Jaan-E-Man) — индийская комедия, снятая на языке хинди и вышедшая в прокат 20 октября 2006 года. Дебют режиссёра Шириша Кундера. Фильм был очень высоко оценен критиками как в Индии, так и за её пределами.

## Сюжет
Звезда колледжа, участник студенческой рок-группы Сухан Капур без труда завоёвывает любовь красавицы Пии. Безнадёжно влюблённый в неё отличник Агастья понимает, что шансов против такого соперника у него нет, и отступает. После окончания колледжа Пия вопреки воле своих богатых родителей выходит замуж за бедного Сухана, который намеревается сделать карьеру в кино. Пия поддерживает его, и наконец ему предлагают подписать выгодный контракт с одной продюсерской фирмой. Но для этого Сухан должен разойтись с Пией, что он с лёгкостью и делает. Пия стойко переносит предательство и даже не говорит Сухану, что беременна. Благодаря одному из друзей, она переезжает в Нью-Йорк, открывает цветочный магазин и одна растит свою дочь Сухани.
Карьера Сухана не складывается, его дебютный фильм с треском проваливается, и продюсеры отказываются работать с ним. Он перебивается случайными заработками и верит в то, что впереди его ждёт слава и признание. Но вдруг его беззаботная жизнь омрачается судебным решением о выплате алиментов. Не имея ни возможности ни желания платить своей дочери, Сухан обращается за помощью к своему дяде адвокату. Шансов обойти закон у них очень мало, но вдруг к ним является ангел-спаситель в лице Агастьи, который приехал в Индию, чтобы найти свою первую любовь, Пию. Агастья, выучившийся в Америке и ставший астронавтом, так и не смог забыть Пию и всегда мечтал ещё раз попытать счастья. Ничего не зная о её жизни после колледжа, он разыскал её старый адрес. Сухан, чувствуя, что появление Агастьи может решить его проблему, выпытывает у него его планы и, убедившись, что у того серьёзные намерения по отношению к Пие, уговаривает его поехать в Нью-Йорк и жениться на ней. Единственная проблема Агастьи — это его застенчивость, которая всю жизнь мешает ему в отношениях с женщинами. Опытный ловелас Сухан обещает помочь ему завоевать Пию. Наконец, Агастья соглашается, и оба отправляются через океан воплощать свой план.
В Нью-Йорке Сухану приходится потрудиться, чтобы сделать из интеллигентного и робкого Агастьи раскрепощённого метросексуала. Сам же Сухан, постоянно перевоплощаясь, чтобы не быть узнанным, следует по пятам за Агастьей и руководит его действиями при помощи мини-рации. Агастье без особого труда удаётся завоевать расположение Пии, ведь его слова и действия напоминают ей о Сухане, которого она всё ещё любит. Постепенно и Сухан начинает понимать, что любит её, но игра уже зашла слишком далеко. Наконец Сухану предоставляется возможность увидеть свою дочь, и это резко меняет его планы. Он понимает, что когда-то совершил ошибку, и решает начать новую жизнь. Для начала он отправляется на поиски работы и по ошибке попадает на кастинг одной рекламной фирмы, которая ищет девушку для рекламы памперсов. Сухан под всеобщее недоумение принимает участие в кастинге и получает очень выгодный контракт. Его лицо не сходит с экранов и рекламных щитов. Теперь остаётся только встретиться с Пией и попытаться вернуть её. Но в этот самый момент Пия даёт согласие на брак с Агастьей…

## В ролях
- Салман Хан — Сухаан Капур «Суперзвезда»
- Акшай Кумар — Агастия Рао «Чампу»
- Прити Зинта — Пия Гойял Капур / Прити Зинтакова
- Анумап Кхер — Бони Капур (дядя и адвокат Сухаана) / владелец кафе в Нью-Йорке (двойная роль)
- Аман Верма — Зубин
- Наваб Шах — Вишал Гойял
- Джавед Шейкх — мистер Самрат Гойял
- Сони Раздан — миссис Гойял

## Песни
Все тексты написаны Гульзаром, вся музыка написана Ану Маликом.
| №  | Название                       | Исполнители                                                                 | Длительность |
| -- | ------------------------------ | --------------------------------------------------------------------------- | ------------ |
| 1. | «Hum Ko Malum Hai»             | Сону Нигам, Садхана Саргам                                                  | 7:15         |
| 2. | «Jaane Ke Jaane Na»            | Сону Нигам, Сукхвиндер Сингх, Кришна Беура                                  | 5:30         |
| 3. | «Kabul Kar Le»                 | Удит Нараян, Рахул Вайдия, Амит Сана, Праджакта Шукре, Монали Тхакур, Сузан | 6:37         |
| 4. | «Sau Dard»                     | Сону Нигам, Сузан                                                           | 5:45         |
| 5. | «Ud Jaana?»                    | Кунал Ганджавала, Аднан Сами, Earl, Сунидхи Чаухан                          | 6:40         |
| 6. | «Jaane Ke Jaane Na» (Club Mix) | Сону Нигам, Сукхвиндер Сингх, Кришна Беура                                  | 4:36         |
| 7. | «Sau Dard» (Grove Mix)         | Сону Нигам, Сузан                                                           | 4:45         |
| 8. | «Ud Jaana?» (Club Mix)         | Кунал Ганджавала, Аднан Сами, Earl, Сунидхи Чаухан                          | 6:11         |